# Front (oorlog)

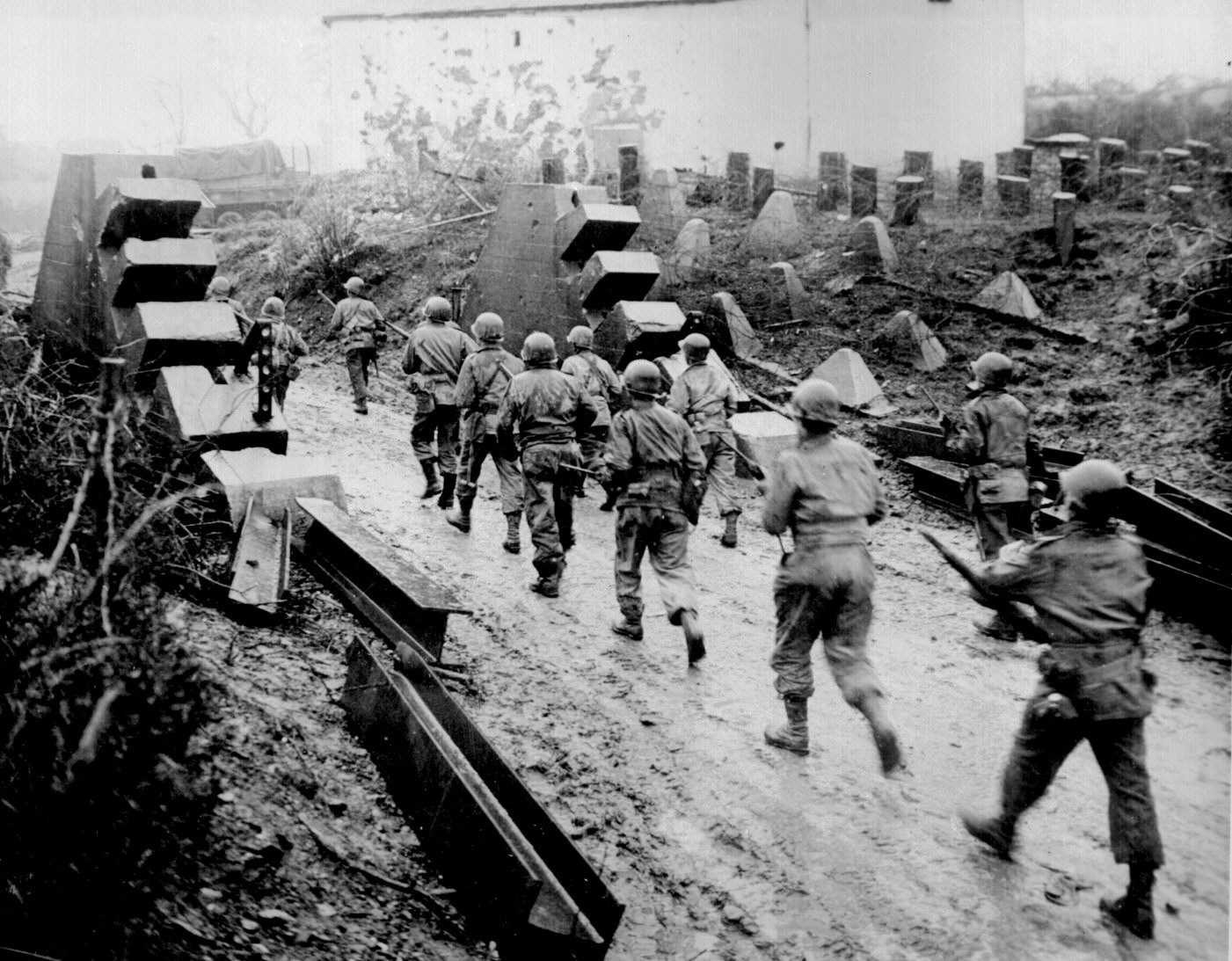
Geallieerde troepen aan het front tijdens de Tweede Wereldoorlog

Een front of frontlijn is in een oorlog de gevechtslinie. Dit geldt met name bij een oorlog waarin langs lijnen wordt gevochten, de stellingen- of loopgravenoorlog. In bredere zin spreekt men ook wel van de gehele lijn waarlangs gevochten wordt, in engere zin bedoelt men de voorste verdedigingslinie. Zo sprak men in Duitsland, tijdens de twee opeenvolgende wereldoorlogen, van het westfront in verband met het front met Frankrijk, en van het oostfront voor het front met Rusland.
Een front bestaat meestal uit twee rijen loopgraven, van iedere partij een. Dit hoeft overigens niet altijd zo te zijn: het front kan ook bijvoorbeeld een rivier zijn. Tussen de loopgraven ligt een niemandsland. De partij die de verdedigende rol speelt zal meer belang hebben bij een sterke verdedigingslinie: zijn loopgraven zullen meer ontwikkeld zijn. De aanvallers zullen daarentegen loopgraven en versterkingen met een meer provisorisch karakter hebben.
In een bewegingsoorlog is niet, of veel minder, sprake van een front, omdat dan gevochten wordt door zich verplaatsende legers.